# Ostrów (Wojsławice)
Pour les articles homonymes, voir Ostrów.
Ostrów (prononciation : [ˈɔstruf]) est un village polonais de la gmina de Wojsławice dans le powiat de Chełm de la voïvodie de Lublin dans l'est de la Pologne.
Il se situe à environ 7 kilomètres à l'ouest de Wojsławice (siège de la gmina), 24 kilomètres au sud de Chełm (siège du powiat) et 72 kilomètres au sud-est de Lublin (capitale de la voïvodie).
Le village compte approximativement une population de 160 habitants.

## Histoire
De 1975 à 1998, le village est attaché administrativement à la voïvodie de Chełm.

Depuis 1999, il fait partie de la voïvodie de Lublin.